# James Miller
James Miller (Bridport, 11 agosto 1704 – Chelsea, 27 aprile 1744) è stato uno sceneggiatore, poeta, librettista e pastore inglese.

## Biografia
Miller era figlio di un pastore che possedeva due notevoli residenze nella contea. Studiò al Wadham College di Oxford, e mentre era là scrisse parte della sua famosa commedia, The Humours of Oxford, musicata da Richard Charke ed eseguita per la prima volta il 9 gennaio 1730, con grande successo.
La famiglia di Miller non era assolutamente d'accordo con i suoi sforzi teatrali. Avrebbero voluto che intraprendesse una carriera nel mondo degli affari, ma Miller dimostrava un rifiuto per questo percorso. In ogni caso fu convinto a proseguire nella professione del padre come ministro del culto, prendendo gli ordini religiosi subito dopo aver lasciato Wadham.
Miller divenne docente presso il Trinity College, Conduit Street e predicatore a Roehampton Chapel. I guadagni in queste occupazioni, tuttavia, non gli garantivano lo stile di vita cui Miller era abituato, così continuò a scrivere per il teatro per incrementare il suo reddito. Questa decisione fu accolta con una certa ostilità da parte dei suoi colleghi della chiesa e la sua carriera come sacerdote ne soffrì in una certa misura. Senza curarsene Miller continuò a scrivere più di otto commedie, molte delle quali furono rappresentate in prima assoluta al Drury Lane, e contenevano musiche di scena di Thomas Arne 
Miller morì a Chelsea il 27 aprile 1744, pochi giorni dopo che il suo adattamento della tragedia di Voltaire Mahomet era stata rappresentata a Londra. Era sposato e aveva un figlio.

## Opere
Miller scrisse la maggior parte delle commedie per il teatro ed era noto per l'uso intelligente della parodia e per lo spirito ironico. I suoi lavori drammatici conosciuti comprendono:  The humours of Oxford (1730), The Mother-in-Law, or the Doctor the Disease (1733), The Man of Taste (1736), Universal Passion (1736), Art and Nature (1737), The Coffee-House (1737), An Hospital for Fools (1739), The Picture, or Cuckold in Conceit (1745), e Mahomet the Impostor (1744, completata da John Hoadly). Scrisse anche il libretto per Joseph and his Brethren (1744) di Georg Friedrich Händel e tradusse le commedie di Molière per la loro prima pubblicazione in inglese.
La poesia, un ritratto ironico e una maliziosa presa in giro di Rich, era la vendetta per un tale che aveva offeso Miller. Molte delle sue poesie sono state pubblicate in Gentleman Magazine.
Miller ha anche collaborato ad alcuni scritti religiosi, pubblicando un volume dei suoi sermoni. I suoi sermoni mostrano un'aria di discreta religiosità, e un certo zelo nell'interessamento a quella che Miller chiama 'vera religione'.